# Гремячий Ключ (Рязанская область)
Гремячий Ключ — посёлок в Ермишинском районе Рязанской области. Входит в состав Нарминского сельского поселения.

## История
В 1928 году переселенцами из сёл Савватьма, Узково, Михайлово на ручьё Гремячий основали коммуну. Позже коммуна стала центральной усадьбой совхоза «Красный Октябрь». 
В 1966 году указом Президиума ВС РСФСР посёлок центрального отделения совхоза «Красный Октябрь» переименован в Гремячий Ключ.

## Население
| 1982 | 1989 | 2004 | 2010 | 2011 | 2023 |
| ---- | ---- | ---- | ---- | ---- | ---- |
| 370  | ↘282 | ↘194 | ↘142 | →142 | ↘95  |